# Bijdragen tot de Taal-, Land- en Volkenkunde
Bijdragen tot de Taal-, Land- en Volkenkunde (Bijdragen Koninklijk Instituut of BKI) is een Nederlands wetenschappelijk, deels Engelstalig tijdschrift over Zuidoost-Azië en Indonesië dat sinds 1853 wordt uitgegeven door het Koninklijk Instituut voor Taal-, Land- en Volkenkunde (KITLV). Voor de onafhankelijkheid van Indonesië heette het blad voluit Bijdragen tot de Taal-, Land- en Volkenkunde van Nederlandsch-Indië.
Het tijdschrift verschijnt vier keer per jaar. Het richt zich in het bijzonder op taalkunde, antropologie en geschiedenis en het bevat naast artikelen van verschillende auteurs ook boekrecensies.